# Xanthostemon chrysanthus
Xanthostemon chrysanthus ((F.Muell.) Benth., 1867), conosciuto comunemente come Golden Penda, è una pianta appartenente alla famiglia delle Myrtaceae, originaria del Queensland settentrionale (Australia).
È una popolare pianta da giardino con fiori gialli.
Fu descritta nel 1864 dal botanico Ferdinand von Mueller come Metrosideros chrysantha.